# Slittino ai IV Giochi olimpici giovanili invernali - Singolo femminile
La gara del singolo femminile di slittino dei IV Giochi olimpici giovanili invernali di Gangwon si disputò nell'arco di due manches nella giornata del 20 gennaio 2024 sul tracciato dell'Alpensia Sliding Centre, situato nella città di Daegwallyeong, nella contea di Pyeongchang.
A seguito di quanto previsto dal regolamento di qualificazione, presero parte alla competizione 31 atlete in rappresentanza di 20 nazioni ed ogni comitato nazionale poté schierare fino ad un massimo di due partecipanti, sulla base della classifica di Coppa del Mondo giovani 2023/24 così come risultante alla data del 10 dicembre 2023, quando si erano disputate le prime quattro tappe del circuito internazionale.
La tedesca Antonia Pietschmann conquistò la medaglia d'oro facendo segnare il miglior tempo in entrambe le discese in programma, quella d'argento andò all'italiana Alexandra Oberstolz, giunta a più di mezzo secondo di distanza, mentre quella di bronzo la ottenne l'austriaca Marie Riedl, distaccata di oltre un secondo dalla vincitrice, ma comunque con più di un decimo di vantaggio sull'altra teutonica Melina Hänsch che concluse la prova in quarta posizione.

## Risultato
| Pos. | Atlete                  | Nazione       | 1ª manche | 2ª manche | Totale   | Distacco |
| ---- | ----------------------- | ------------- | --------- | --------- | -------- | -------- |
|      | Antonia Pietschmann     | Germania      | 47"985    | 47"789    | 1'35"774 |          |
|      | Alexandra Oberstolz     | Italia        | 48"205    | 48"121    | 1'36"326 | +0"552   |
|      | Marie Riedl             | Austria       | 48"250    | 48"678    | 1'36"928 | +1"154   |
| 4    | Melina Hänsch           | Germania      | 48"356    | 48"691    | 1'37"047 | +1"273   |
| 5    | Margita Sirsniņa        | Lettonia      | 48"739    | 48"379    | 1'37"118 | +1"344   |
| 6    | Amanda Ogorodņikova     | Lettonia      | 48"664    | 48"683    | 1'37"347 | +1"573   |
| 7    | Emilia Nosal            | Polonia       | 48"504    | 48"886    | 1'37"390 | +1"616   |
| 8    | Viktoria Gasser         | Austria       | 48"878    | 48"525    | 1'37"403 | +1"629   |
| 9    | Kim So-yoon             | Corea del Sud | 49"103    | 48"899    | 1'38"002 | +2"228   |
| 10   | Oliwia Dawidowska       | Polonia       | 49"006    | 49"235    | 1'38"241 | +2"467   |
| 11   | Maya Yuen               | Canada        | 49"288    | 48"989    | 1'38"277 | +2"503   |
| 12   | Park Ji-ye              | Corea del Sud | 49"194    | 49"176    | 1'38"370 | +2"596   |
| 13   | Kaia Hatton             | Regno Unito   | 49"312    | 49"215    | 1'38"527 | +2"753   |
| 14   | Xin Lihui               | Cina          | 49"283    | 49"344    | 1'38"627 | +2"853   |
| 15   | Katharina Kofler        | Italia        | 48"971    | 49"785    | 1'38"756 | +2"982   |
| 16   | Ana Cezara Teodorescu   | Romania       | 49"626    | 49"538    | 1'39"164 | +3"390   |
| 17   | Daryna Fedorčuk         | Ucraina       | 49"529    | 50"092    | 1'39"621 | +3"847   |
| 18   | Elisabeth Kleinheinz    | Stati Uniti   | 50"345    | 49"669    | 1'40"014 | +4"240   |
| 19   | Darija Nekotjenjeva     | Ucraina       | 49"983    | 50"166    | 1'40"149 | +4"375   |
| 20   | Johanna Kohala          | Svezia        | 50"393    | 49"907    | 1'40"300 | +4"526   |
| 21   | Maggie Dowling          | Nuova Zelanda | 50"256    | 50"051    | 1'40"307 | +4"533   |
| 22   | Ionela Mădălina Dobrean | Romania       | 49"756    | 50"612    | 1'40"368 | +4"594   |
| 23   | Tai Wei-chen            | Taipei cinese | 50"674    | 49"855    | 1'40"529 | +4"755   |
| 24   | Thiméa Ginet            | Francia       | 50"253    | 50"364    | 1'40"617 | +4"843   |
| 25   | Viktória Praxová        | Slovacchia    | 50"757    | 51"837    | 1'42"594 | +6"820   |
| 26   | Sunita Chaiyapantho     | Thailandia    | 51"407    | 51"504    | 1'42"911 | +7"137   |
| 27   | Lily Cooke              | Irlanda       | 52"149    | 50"833    | 1'42"982 | +7"208   |
| 28   | Ava Lucia Huerta        | Canada        | 51"087    | 51"998    | 1'43"085 | +7"311   |
| 29   | Desana Špitzová         | Slovacchia    | 52"008    | 51"207    | 1'43"215 | +7"441   |
| 30   | Isabela Aponte          | Porto Rico    | 53"328    | 51"854    | 1'45"182 | +9"408   |
| DNF  | Talia Tonn              | Stati Uniti   | 49"064    | DNF       | –        | –        |

Data: Sabato 20 gennaio 2024

Ora locale 1ª manche: 08:30 (UTC+9)

Ora locale 2ª manche: 09:50 (UTC+9)

Pista: Alpensia Sliding Centre

Legenda:
- Pos. = posizione
- DNF = gara non completata (did not finish)